# Церква Трійці (Нью-Йорк)
Церква Трійці (англ. Trinity Church) — храм Нью-Йоркської єпархії Єпископальної церкви, розташований у Нижньому Мангеттені на перетині Бродвею та Волл-стріт.

## Історія
Перша будівля церкви була побудована у 1698 році. Це була одноповерхова прямокутна споруда з видом на річку Гудзон, яка була знищена під час Великої пожежі у 1776 році. У своєму сучасному вигляді церква була побудована у 1846 році в стилі неоготики за проектом архітектора Річарда Апджона. На той час це була найвища споруда у Нью-Йорку, до 1890 року коли був побудований Нью-Йорк-Ворлд-білдінг.
9 липня 1976 року, під час візиту в США, церкву відвідали королева Великої Британії Єлизавета II та Філіп, герцог Единбурзький. 
Під час теракту 11 вересня 2001 року багато людей сховались всередині церкви від величезної пилової хмари, яка утворилась внаслідок руйнування веж-близнюків Всесвітнього торгового центру . Від пилу та бруду серйозно постраждав старий орган, який довелось відправити у ремонт, а замість нього тимчасово поставити італійський електронний орган. 

## Дзвони
На сьогоднішній день на вежі церкви встановлено 23 дзвони, найбільший з яких важить понад 1200 кг.

## Некрополь
Біля церкви розташований старий цвинтар, на якому поховано багато видатних американців: Александер Гамільтон, Джон Джекоб Астор, Роберт Фултон, Альберт Галлатін, Вільям Бредфорд та ін.
На сьогоднішній день це єдиний діючий цвинтар на території Мангеттена.

## В масовій культурі
- Церква з'являється у фільмі «Скарб нації», де за сюжетом міститься скарбниця тамплієрів.
- Церква фігурує у відеоіграх «Crysis 2» та «Assassin's Creed III».

## Галерея

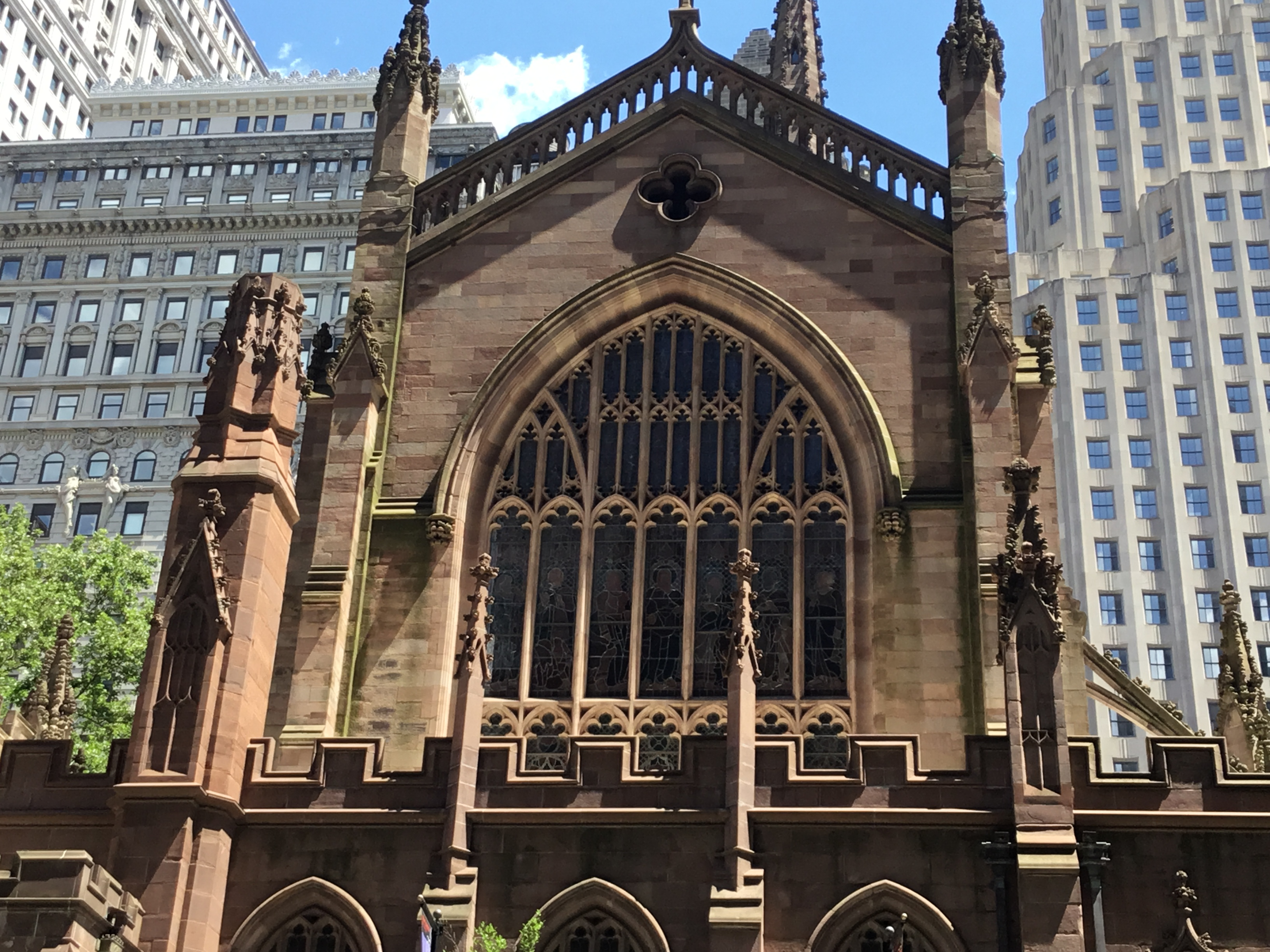
Церква Трійці, червень 2022
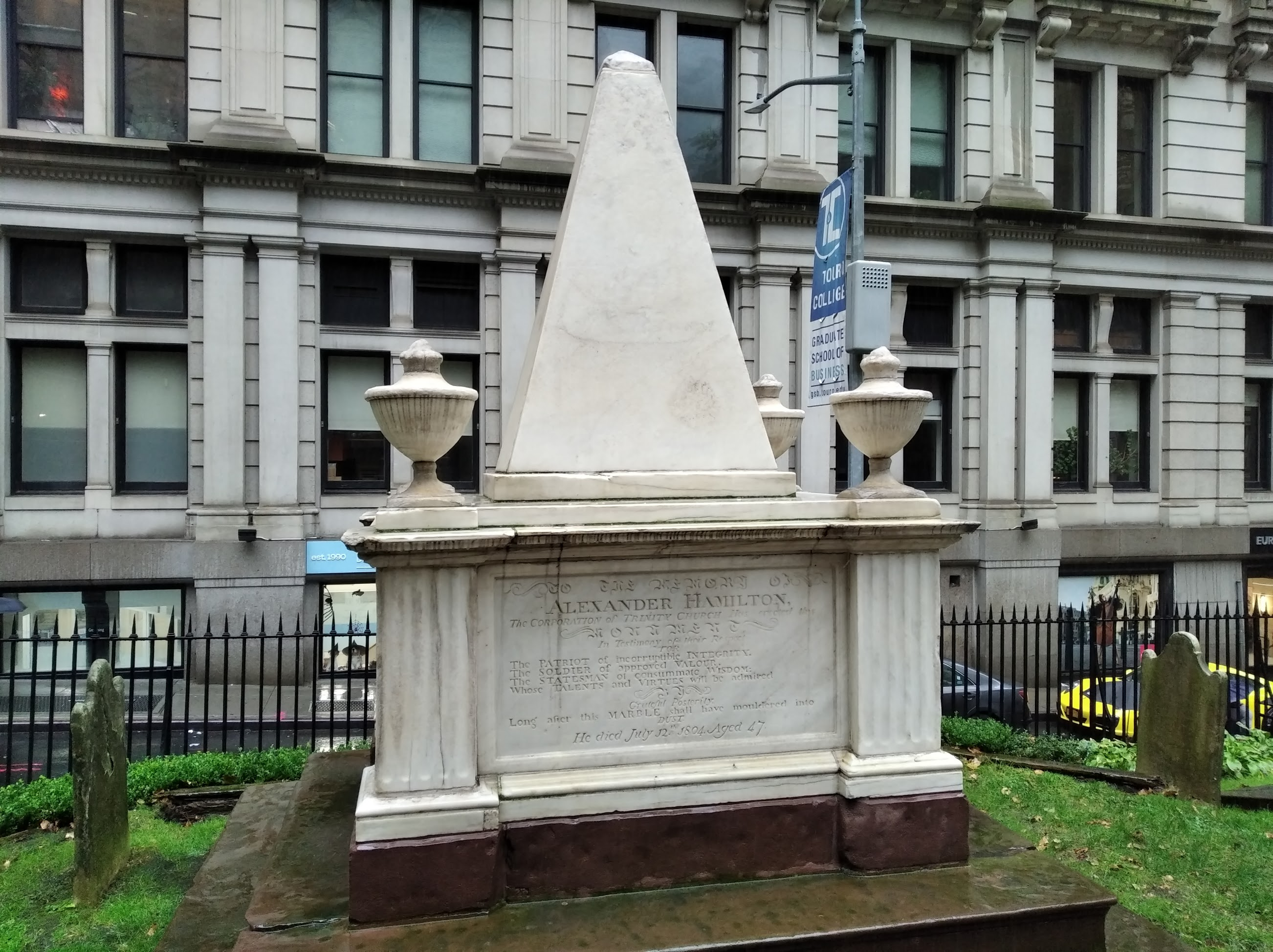
Могила Александра Гамільтона на церковному цвинтарі